# Flaga Odessy
Flaga Odessy – jest to prostokątny płat tkaniny podzielony w słup na 3 pasy jednakowej szerokości o barwach; czerwonej, białej i żółtej.
Na białym (środkowym) tle flagi centralnie położony jest herb Odessy, który przedstawia na czerwonej tarczy herbowej, umieszczonej w złotym kartuszu, srebrną kotwicę o czterech hakach. 
Flaga i herb zostały przyjęte uchwałą Rady Miasta Odessy 29 czerwca 1999 roku.